# Albrecht z Zelkingu
Albrecht z Zelkingu (německy Albrecht von Zelking, † před 15. červnem 1349) byl rakouský šlechtic ze starého rodu Zelkingů činného v dnešním Dolním a Horním Rakousku.

## Život

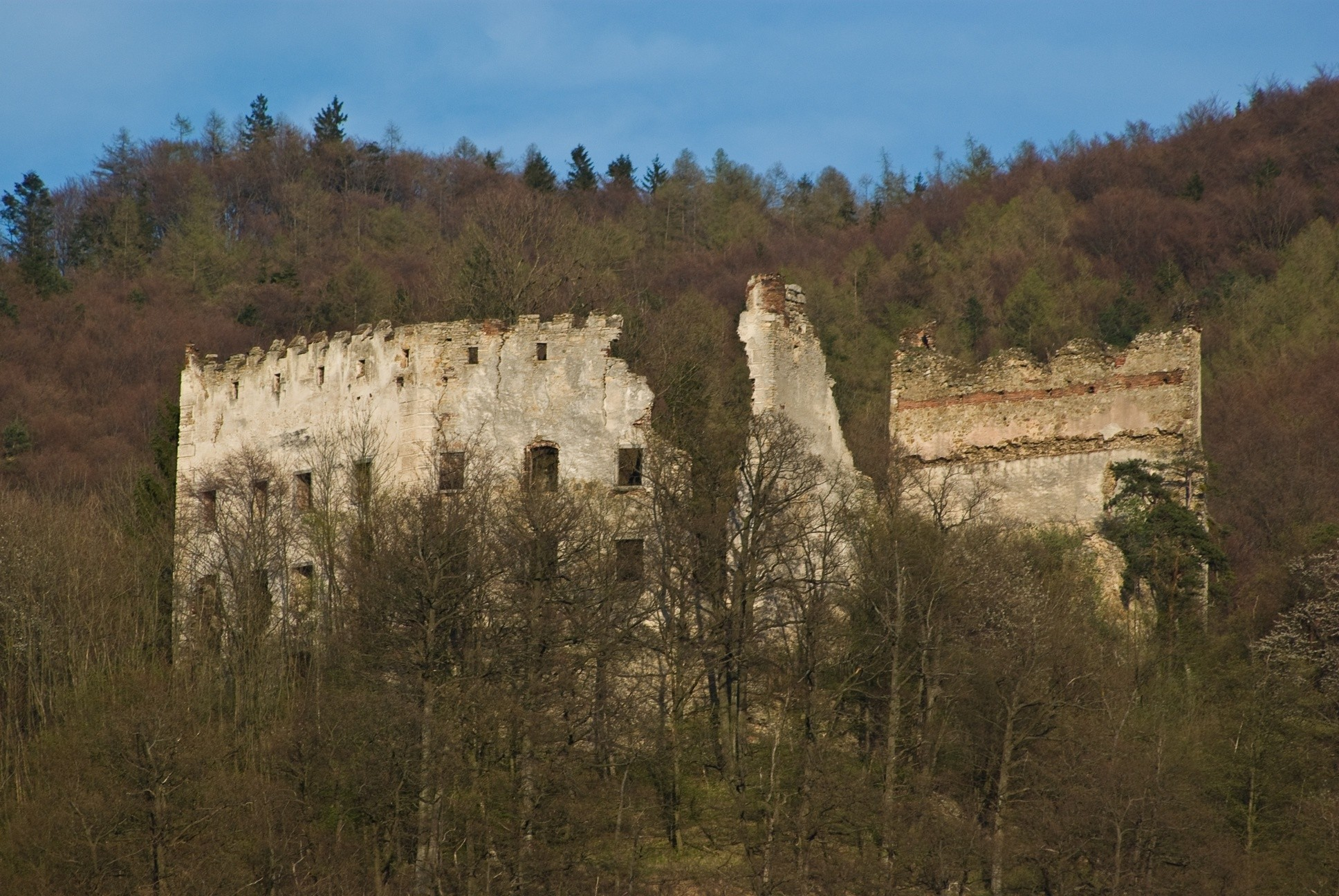
Pozůstatky hradu Zelking

Narodil se jako syn Jindřicha z Zelkingu a jeho manželky Moraine Rusdorfové a vnuk Oty I. z Zelkingu a jeho ženy Leutgard z Kapellenu, dcery Oldřicha III. z Kappelu a Gertrudy z Walsee. Byl pravnukem Ludvíka Schirbacha z Zelkingu († 1262) a prapravnukem Jindřicha Schirbacha z Zelkingu († 1239), syna Othmara Schirbacha z Zelkingu († 1213).
Páni z Zelkingu jsou uváděni jako družiníci věrní panovnickým rodům Babenberků a Habsburků a často zastávali vysoké úřady. Jsou známí především díky svými úspěchům v oblasti kultury.
Páni z Zelkingu se rozdělili do několika linií a vymřeli v roce 1634 v mužské linii s Ludvíkem Vilémem z Zelkingu. Po dlouhých dědických sporech připadl jejich majetek rodům Polheimů a Zinzendorfů. Existují doklady o činnosti potomků dcer pánů z Zelkingu u evropských královských dvorů.

### Manželství a rodina
Albrecht z Zelkingu byl dvakrát ženat. V prvním manželství s Anežkou z Rohru.
Ve druhém manželství se 15. dubna 1333 oženil s Minzií z Volkenstorfu († po 15. červnu 1349), dcerou Albrechta z Volkenstorfu. Manželé měli jednu dceru:   
- Anna z Zelkingu († po 14. říjnu 1441 nebo 18. listopadu 1448), provdaná 1) od roku 1414 za hofmistra Jindřicha V. z Lichtenštejna († před rokem 1418), syna Hartnýda III. staršího z Lichtenštejna († 1386) a Anny ze Šternberka († 1376) 2) po roce 1418 za Rudolfa III. z Lichtenštejna-Murau († 28. června 1425/5. února 1426), syna Jana I. z Lichtenštejna-Murau († 1395) a Anny Ptujské († po roce 1377). Z prvního manželství měla dva syny:
  - Kryštof II. z Lichtenštejna († po 22. června 1445), císařský rada, ženatý s Annou z Puechheimu
  - Jiří IV. z Lichtenštejna († 1444), ženatý od 14. března 1423 s Hedvikou z Pottendorfu († 1449/1457)